# Castell de Glamis

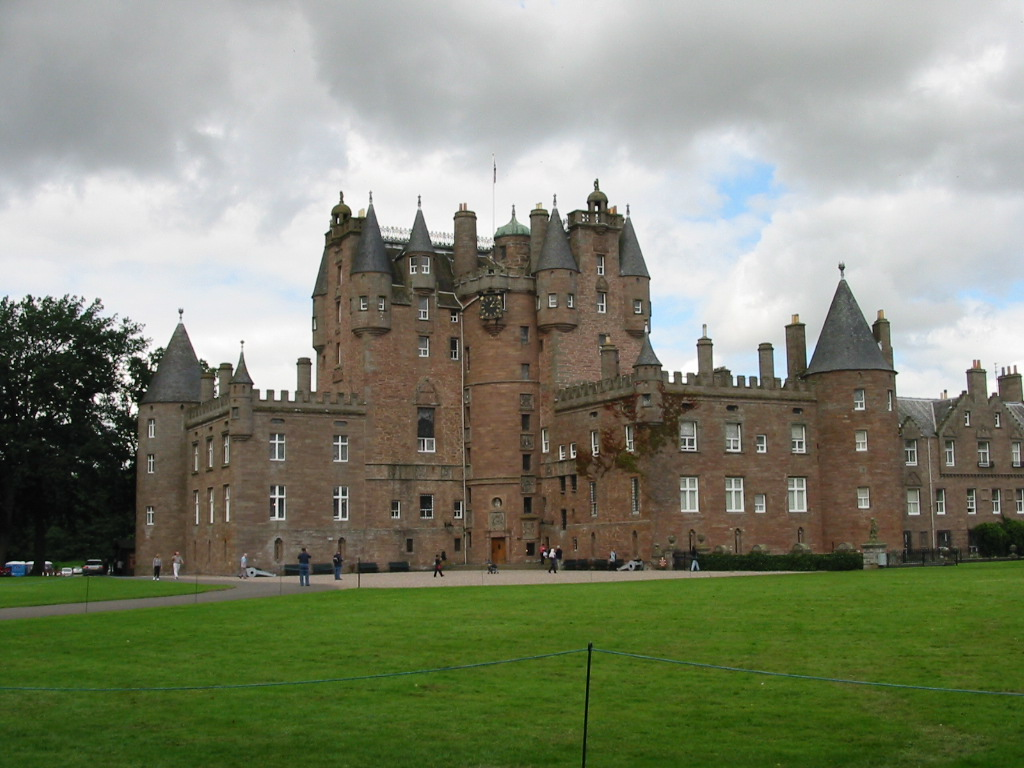
El castell de Glamis

El castell de Glamis està situat prop de la vila de Glamis a la regió d'Angus, a Escòcia; és la residència oficial del comte de Strathmore, el qual l'obre al públic.
El castell de Glamis és conegut per la residència on la reina Elisabet del Regne Unit passà la seva infància i per ser l'emplaçament on es comprometeren lady Elisabet Bowes-Lyon i el llavors duc de York, després rei Jordi VI del Regne Unit.
A Glamis també nasqué la princesa Margarida del Regne Unit, filla de lady Elisabet Bowes-Lyon. El castell és considerat al costat del castell de Muchalls i el castell de Craigievar una de les millors peces de l'arquitectura escocesa. Actualment hom pot observar una pintura del castell al bitllet de 10 lliures del Royal Bank of Scotland.